# مرسدس-بنز کلاس-سی‌ال‌کا (سی۲۰۹)
مرسدس بنز سی‌ال‌کی (انگلیسی: Mercedes-Benz CLK-Class) یک مدل مرسدس بنز کلاس-سی‌ال‌کا از نوع خودروی اندازه متوسط است.